# Étienne Bézout

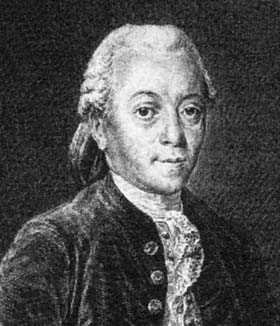
Étienne Bézout

Étienne Bézout (* 31. März 1730 in Nemours, Département Seine-et-Marne; † 27. September 1783 in Avon) war ein französischer Mathematiker.

## Leben
Bézouts Vater war Magistrat in Nemours und hatte für den Sohn ebenfalls die Verwaltungslaufbahn vorgesehen, doch trieb es diesen nach der Lektüre von Leonhard Euler zur Mathematik. Nach der Veröffentlichung einiger Arbeiten wurde er 1758 an der Akademie der Wissenschaften, deren Mitglied er gleichzeitig wurde, sowie als Zensor angestellt. 1763 wurde er Examinator bei den Marine-Garden. In dieser Funktion schrieb er 1764–1767 sein erstes Lehrbuch in 4 Bänden (Cours de mathématiques à l’usage des Gardes du Pavillon et de la Marine), dem ein weiteres sechsbändiges Lehrbuch 1770–1782 folgte (Cours complet de mathématiques à l’usage de la marine et de l’artillerie), als er 1768 in gleicher Funktion bei der Artillerie angestellt wurde. Beide Lehrbücher wandten sich naturgemäß an Personen mit sehr geringen mathematischen Vorkenntnissen.
Neben einer Vielzahl von kleineren Arbeiten schrieb er auch die Théorie générale des équations algébriques, herausgegeben in Paris (1779), die viel Neues und Nützliches enthielt, z. B. zur Eliminationstheorie, Resultanten, Determinanten und die symmetrischen Funktionen der Wurzeln einer Gleichung. Außerdem enthielt dieses Buch den Satz von Bézout. Determinanten benutzte er zuerst in einer Arbeit in der Histoire de l’académie royale, 1764, jedoch behandelte er nicht die allgemeine Theorie.

## Schriften

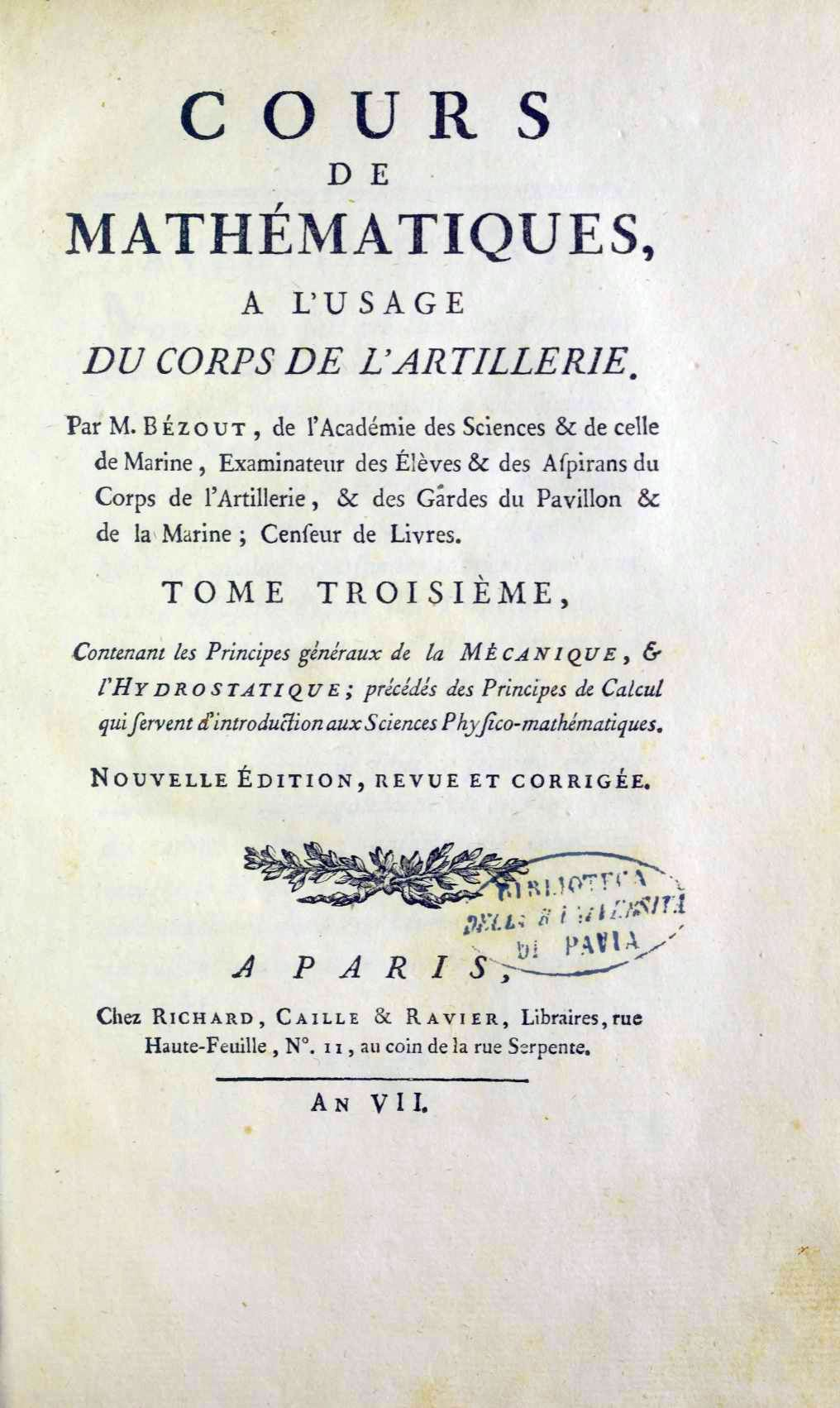
Cours de mathématiques, a l’usage du corps de l’artillerie, 1798

- Cours de mathématiques..., Herausgeber François Peyrard, Paris 1810.